# Aaron Leya Iseka
Aaron Leya Iseka, född 15 november 1997, är en belgisk fotbollsspelare som spelar för Barnsley. Hans äldre bror, Michy Batshuayi, är en belgisk landslagsspelare i fotboll.

## Karriär
I juni 2018 värvades Leya Iseka av Toulouse. Den 29 oktober 2020 lånades han ut till Metz på ett säsongslån.
Den 2 augusti 2021 värvades Leya Iseka av Barnsley, där han skrev på ett fyraårskontrakt.